# بيل دان
بيل دان (بالإنجليزية: Bill Dunn)‏ هو سياسي أمريكي، ولد في 3 يوليو 1961 في منطقة قناة بنما في الولايات المتحدة. حزبياً، نشط في الحزب الجمهوري. وقد انتخب عضو مجلس نواب تينيسي.